# Caspar Martin Schøller
Caspar Martin Schøller (16. august 1681 i København – 6. maj 1756) var en dansk amtmand.
Han var søn af gehejmeråd Caspar Schøller og blev 29. april 1699 immatrikuleret på Det ridderlige Akademi i København, blev hofjunker, tog 1704 til Holland og Frankrig med Niels Benzon som hofmester. Schøller blev 30. august kammerjunker 1713 og 25. september 1719 udnævnt til amtmand i Vordingborg Amt, blev 6. februar samme år etatsråd og 30. november 1731 konferensråd. 27. september 1748 blev han afskediget.
Han blev gift 12. september 1708 med Charlotte Amalie Bøfke (23. marts 1693 - 12. september 1741 på Lellinge), datter af amtmand Hans Bøfke og Anna Maria Bierman von Ehrenschild.
Han er begravet i Lellinge Kirke.